# Karl Hoschna

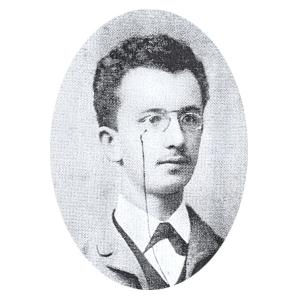
Karl Hoschna

Karl L. Hoschna (* 16. August 1877 in Kuschwarda, Böhmerwald; † 23. Dezember 1911 in New York) war ein österreichisch-amerikanischer Musiker und Komponist.

## Leben
Karl Hoschna studierte am Konservatorium der Gesellschaft der Musikfreunde in Wien. Nach erfolgreichem Abschluss dieses Studiums spielte er als Oboist in verschiedenen Kapellen und wurde später Militärmusiker der k.u.k. Armee.
Hoschna wanderte nach Amerika aus und schloss sich in New York dem Kapellmeister Victor Herbert an. Neben seiner Arbeit (als Musiker) mit Herbert entstanden mit der Zeit mehrere Operetten, von denen fast jede sofort ein Erfolg wurde. In Übertragungen und Bearbeitungen fanden seine Werke auf der ganzen Welt auf die Bühne und die Lieder fanden sich bald als Evergreens wieder (z. B. Komm in meine Liebeslaube).
Durch Herbert machte Hoschna die Bekanntschaft mit Isidor Witmark, für den er einige Zeit Musikstücke arrangierte. 1902 befreundete er sich mit Otto Harbach, mit dem er 1902 die Operette The Daughter of the Desert schrieb; dieses Stück wurde weder veröffentlicht noch jemals öffentlich aufgeführt. 1908 schrieb er mit Harbach Songs für die Revue Three Twin Girls, darunter den Erfolgstitel Cuddle Up a Little Closer, Lovely Mine.
Die weitere Zusammenarbeit brachte bessere Ergebnisse und ab 1912 arbeitete Hoschna ebenso kreativ mit Benjamin Hapggod Burt zusammen. Die Uraufführung seines letzten Werkes, The Wall Street girl erlebte Hoschna nicht mehr.
Er starb 1911 in New York und fand dort auch seine letzte Ruhestätte.

## Werke (Auswahl)
- The wizzard of oz. 1902.
- The girl from Broadway. 1906.
- The three twins. 1908.
- Prince Humbug. 1908.
- Bright eyes. 1909.
- Katie did. 1909.
- Madame Sherry. 1910.
- The girl of my dreams. 1910.
- Doctor de luxe. 1911.
- Jumping Jupiter. 1911.
- The Wall Street girl. 1912.